# Wiesław Tłaczała
Wiesław Tłaczała (ur. 13 marca 1945 w Bydgoszczy, zm. 28 czerwca 2012 w Warszawie) – polski inżynier elektronik, pracownik naukowo-dydaktyczny Politechniki Warszawskiej.

## Życiorys
Studiował na Wydziale Łączności Politechniki Warszawskiej i na Wydziale Technik Elektronicznych w Moskiewskim Instytucie Energetycznym. Pracę magisterską obronił w 1969 r. w Zjednoczonym Instytucie Badań Jądrowych – ZIBJ w Dubnej. W latach 1971–1975 odbył staż naukowy w ZIBJ zakończony obroną pracy doktorskiej (ZIBJ, 1976). W czasie kolejnego stażu naukowego w ZIBJ (1981-1983) kierował Pracownią Elektroniki Detektorowej w Laboratorium Wysokich Energii. Był stypendystą Towarzystwa Maxa Plancka w Heidelbergu (1987-1988) równocześnie odbywając staż naukowy w Europejskim Centrum Badań Jądrowych – CERN pod Genewą. W latach 1987–1997 był członkiem międzynarodowych zespołów badawczych, NMC – New Muon Collaboration i SMC – Spin Muon Collaboration w CERNie.
Działalność naukowo-techniczną w dziedzinie konstrukcji urządzeń pomiarowych stosowanych w eksperymentach fizycznych łączył z pracą dydaktyczną na Wydziale Fizyki Technicznej i Matematyki Stosowanej Politechniki Warszawskiej, jako wykładowca przedmiotów Elektronika, Elektronika w eksperymencie fizycznym, Układy analogowe i cyfrowe, Podstawy programowania w języku graficznym G – LabVIEW. Do czerwca 2012 roku pracował na Wydziale Fizyki Politechniki Warszawskiej prowadząc zajęcia z podstaw projektowania urządzeń wirtualnych oraz fizyki. Był autorem i współautorem ponad 50 prac naukowych i naukowo-technicznych opublikowanych w czasopismach i materiałach konferencyjnych o zasięgu międzynarodowym, w tym dwóch rozdziałów w encyklopedii systemów pomiarowych Handbook of Measuring System Design opracowanych na zamówienie wydawnictwa John Wiley & Sons, ponad 30 raportów ZIBJ i CERN, 5 patentów, kilkudziesięciu prezentacji na konferencjach krajowych i międzynarodowych, oraz 10 książek o charakterze dydaktycznym. W latach 1995–2011 uczestniczył w europejskich i krajowych programach edukacyjnych Tempus, Comenius, Program Operacyjny Kapitał Ludzki. W latach 2001–2012 kierował Laboratorium Elektroniki na Wydziale Fizyki Politechniki Warszawskiej.
Tematyka prowadzonej działalności naukowej dr inż. Wiesława Tłaczały była bezpośrednio związana z prowadzoną działalnością dydaktyczną i dotyczyła opracowania nowych konstrukcji urządzeń wirtualnych i wirtualnych systemów pomiarowych wspomagających badania naukowe i działalność dydaktyczną w fizyce oraz komputerowego modelowania urządzeń i systemów pomiarowych stosowanych w badaniach fizycznych, a także opracowania wirtualnych eksperymentów w fizyce.

## Ważniejsze publikacje
- Środowisko LabVIEW w eksperymencie wspomaganym komputerowo, Wydawnictwa Naukowo-Techniczne, 2002, ISBN 83-204-2754-1; 2005, ISBN 83-204-3079-8; 2014, ISBN 978-83-7926-211-3.
- Wirtualne laboratorium fizyki jądrowej, Oficyna Wydawnicza Politechniki Warszawskiej, 2006, ISBN 83-7207-622-7.
- Wirtualne laboratorium podstaw techniki cyfrowej, Oficyna Wydawnicza Politechniki Warszawskiej, 2008, ISBN 978-83-7207-725-7.
- Modeling with LabVIEW. Handbook of Measuring System Design, John Wiley & Sons, 2005, s. 685-694, ISBN 0-470-02143-8.
- Virtual Instrumentation in Physics. Handbook of Measuring System Design, John Wiley & Sons, 2005, s. 695-701, ISBN 0-470-02143-8.